# Verkleinde romboëdrisch icosidodecaëder
Een verkleinde romboëdrisch icosidodecaëder is in de meetkunde het johnsonlichaam J76. Deze ruimtelijke figuur kan worden geconstrueerd door van een rombische icosidodecaëder een vijfhoekige koepel J5 weg te nemen.
Er zijn meer johnsonlichamen die worden geconstrueerd door van een rombische icosidodecaëder een vijfhoekige koepel af te halen:
- de paradubbelverkleinde romboëdrisch icosidodecaëder J80, waarvan twee tegenover elkaar liggende koepels af worden gehaald,
- de metadubbelverkleinde romboëdrisch icosidodecaëder J81, waarvan twee koepels af worden gehaald, die niet tegenover elkaar liggen en
- de drievoudig verkleinde romboëdrisch icosidodecaëder J83, waarvan drie koepels af worden gehaald.

- (en)  MathWorld. Diminished Rhombicosidodecahedron.